# اندیس آنومالی گویچه قیه
آنومالی گویچه قیه یک اندیس چندفلزی است که در حوالی شهر زنجان استان زنجان قرار دارد و مادهٔ معدنی موجود در آن، طلا است.  در این اندیس، پاراژنز‌های کرومیت، سینابر، گالن، باریت و طلا. یافت می‌شوند.